# Salem (Nova Hampshire)

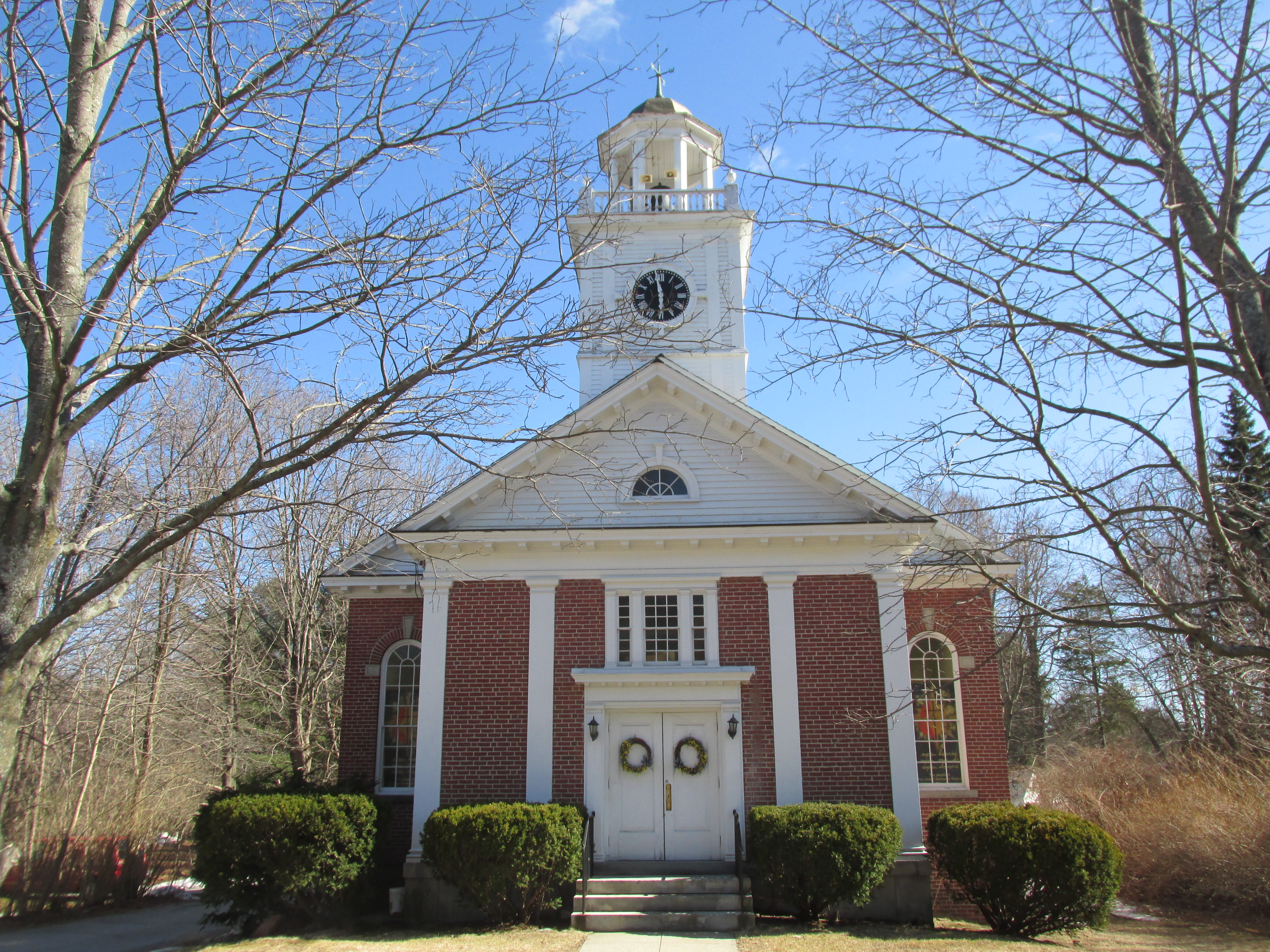

Salem é uma cidade do condado de Rockingham, Nova Hampshire, EUA.
- População: 28.112